# كريستوفر جونز (لاعب كرة قدم)
كريستوفر جونز (بالإنجليزية: Chris Jones)‏ (18 أبريل 1956 في جيرزي - ) هو لاعب كرة قدم بريطاني في مركز الهجوم. شارك مع منتخب إنجلترا تحت 21 سنة لكرة القدم. أما مع النوادي، فقد لعب مع تشارلتون أثلتيك وتوتنهام هوتسبير وكريستال بالاس ومانشستر سيتي ونادي ليتون أورينت.

## وصلات خارجية
- كريستوفر جونز على موقع قاعدة بيانات كرة القدم.إي يو (الإنجليزية)